# Hicham El Idrissi
Pour les articles homonymes, voir Idrissi.
Hicham El Idrissi (en arabe : هشام الإدريسي) est un entraîneur de football marocain né en 1970.il et actuellement entraîneur adjoint de l equipe de jordanie de football  

## Carrière

### Entraîneur
- 2002 - 2003 :  AS Salé
- 2010 - 2011 :  AS Salé
- jan. 2012-avr. 2012 :  Ittihad Tanger
- 2012-oct.  2012 :  Chabab Rif Hoceima
- 2013-sep.  2014 :  Chabab Atlas Khénifra
- oct. 2014-mars 2015 :  KAC de Kénitra
- 2015-fév. 2016 :  Wydad Athletic de Fès
- 2016-fév. 2017 :  JS Kasbat Tadla
- depuis sep. 2017 :  AS Salé

## Palmarès
Avec le Chabab Atlas Khénifra :
- Championnat du Maroc de Botola 2
  - Champion : 2014